# Kung Fu
| Kung Fu – 功夫 | Kung Fu – 功夫 |
| --- | -------------- |
| Schriftzeichen Kung Fu, amtlich Gongfu |                |
| Chinesische Bezeichnung |                |
| Langzeichen | 功夫           |
| Kurzzeichen | 功夫           |
| Pinyin | gōngfu         |
| Wade-Giles | kung-fu        |
| |                |
| Kantonesisch | gung fu *      |
| Jyutping | gung1fu1       |
| Pe̍h-ōe-jī | kang-hu        |
| Langjin Pin’in | gong1fu1       |
| Alternative Schreibung |                |
| Langzeichen | 工夫 *         |
| Kurzzeichen | 工夫           |
| Kung Fu, horizontale Schreibung (v.l.n.r) |                |
| Anmerkung: * Kantonesische Schreibung in Ad-hoc-Umschrift, ohne Norm nach der englische Schreibkonvention * Alternative Schreibung 工夫 mit identische Aussprache wie 功夫 |                |

Der Begriff Kung Fu, nach Duden nur Kung-Fu, selten Kungfu}, wird im Westen meistens als Bezeichnung für verschiedene chinesische Kampfkunststile verwendet, z. B. „Shaolin Kung Fu“ oder „Wing Chun Kung Fu“. Auch das bekannte Taijiquan gehört zum chinesischen Kung Fu, doch die Bezeichnung als „Taiji Kung Fu“ wird sowohl innerhalb als auch außerhalb Chinas selten verwendet. In der chinesischen Sprache bezeichnete der Begriff ursprünglich den Grad einer durch harte Arbeit erworbenen Kunstfertigkeit und die dafür aufgebrachte Zeit und Anstrengung. Der Begriff Kung Fu wird dort heute umgangssprachlich als Synonym für Kampfkünste verwendet, die man erst durch beständiges Training („Kung Fu“ – „investierte harte Arbeit“) erlernen kann, insbesondere für die chinesische Kampfkunst.

## Etymologie und Schreibweisen
Der Begriff Kung Fu (Kung-Fu) in der deutschen Sprache ist aus dem Englischen kung fuⓘ  entlehnt. Bis heute existieren verschiedene Umschriftsysteme, um die gemeinsame chinesische Schrift der chinesischen Sprachen in lateinischen Buchstaben darzustellen, wodurch sich auch die verschiedenen lateinischen Schreibweisen für die Schriftzeichen „功夫“, synonym auch „工夫“, ergeben. Die Schreibung Gong Fu, amtlich nach Pinyin Gongfu, selten Gung-Fu ist die heutzutage übliche Transkription des Standardchinesischen (Hochchinesischen) nach der international anerkannten Standardumschrift Hanyu Pinyin, meist kurz Pinyin genannt – aus chinesisch 功夫, Pinyin Gōngfūⓘ – „etwas durch harte, geduldige Arbeit Erreichtes“. Die Schreibweise Kung Fu ist in der westlichen Welt wohl am verbreitetsten und geht auf das vor allem früher in den USA bzw. Großbritannien verwendete Wade-Giles-System zurück – aus veraltend chinesisch 功夫, W.-G. Kung Fu. Im international verwendeten amtlichen Pinyin-System gilt die Schreibweise Gōngfū. Ohne die diakritischen Zeichen für die Töne des Hochchinesischen ergibt sich dann Gongfu.
Die heutzutage nur noch selten anzutreffende Schreibweise des Begriffs Gung Fu (功夫, 工夫) hat ihren Ursprung aus der kantonesischen Aussprache der Zeichen nach der englischen Schreibkonvention und geht auf Bruce Lee zurück.

## Bedeutung
Kung Fu ist der Ursprung verschiedener chinesischer Kampfkünste (武艺,  Wǔyì), die vor etwa 1.500 Jahren von den Mönchen des Shaolin-Klosters (siehe Bodhidharma) entwickelt wurden. Diese Kampfkünste sind heute im Westen meist als modernes Wushu (moderne asiatische Kampfsportarten) bekannt. Die Fünf Elemente (genauer „Fünf Wandlungsphasen“) spielen im Kung Fu eine große Rolle und werden im Kampf besonders gewürdigt. Der Stock (棍,  Gùn) symbolisiert das Holz, der Speer (枪,  Qiāng) das Feuer, die Faust (拳,  Quán) die Erde, der Säbel (刀,  Dāo) das Metall und das Schwert (剑,  Jiàn) symbolisiert das Wasser. Kung Fu bezieht sich aber nicht nur auf eine spezielle Kampfkunst. Der chinesische Name bedeutet so viel wie „harte Arbeit“. Zum Erlernen der Fertigkeiten des Kung Fu bedarf es Zeit, Mühe und Kraft. Das traditionelle Training ist streng und anspruchsvoll, weshalb von einem Kung-Fu-Schüler Geduld, Ausdauer, Disziplin und ein starker Wille erwartet werden. Heute können verschiedene Kung-Fu-Stile erlernt werden.
Im Westen wurde der Begriff Kung Fu (oder Gungfu) als Bezeichnung für die chinesischen Kampfkünste in den 1960er Jahren durch Bruce Lee und die Hongkong-Filme (Eastern) in den Vereinigten Staaten von Amerika populär, später auch durch die Fernsehserie Kung Fu.
Im alltäglichen chinesischen Sprachgebrauch bedeutet gongfu (功夫 synonym 工夫) ohne Kontext einfach „Arbeit“ (investierte Arbeit), „Aufwand“ oder „Mühe“. So heißt im Chinesischen z. B. xia gongfu (下功夫 synonym 下工夫) übersetzt „Zeit und Mühe (Arbeit) in etwas hineinstecken“. Im spezifischen Kontext wird der Begriff gōngfu im Chinesischen meist mit „Fähigkeit“, „Fertigkeit“ oder „Können“ übersetzt, z. B. ist mit dem Begriff chuangshang gongfu (床上功夫 synonym 床上工夫) gewöhnlich jemands „Fähigkeit oder sexuelle Fertigkeit bzw. Technik im Bett“ gemeint und nicht etwa „Kampfkunst im Bett“. Im Allgemeinen ist gōngfu also keine Bezeichnung für die Kampfkünste im Speziellen, sondern eine Bezeichnung für jede Fertigkeit, die man sich durch harte Anstrengung erarbeitet und in der man es zu einer gewissen Meisterschaft gebracht hat. Dies kann sich auf die Kampfkünste, aber auch auf andere Fähigkeiten beziehen. Somit werden zwar beispielsweise mit shaolin gongfu (少林功夫) die Kampfkünste der Shaolin-Mönche bezeichnet,
aber auch in der Kalligraphie kann ein Kalligraph „vom gongfu erfüllt sein“ (书法功夫).
Der allgemeine chinesische Oberbegriff für alle chinesischen Kampfkünste ist heute meist Wushu (武术, ). Mittlerweile wird jedoch auch in China der Begriff Gōngfu (功夫) vermehrt verwendet, um die traditionelle Kampfkunst vom modernen Kampfsport, dem wettkampforientierte Wushu begrifflich zu trennen.
Wird der Begriff in seine einzelnen Schriftzeichen zerlegt, dann bedeutet das Zeichen 功 „Errungenschaft“, „Verdienst“ oder „Leistung“, und 夫 bedeutet „reifer Mensch“ oder „Mann“. Die Kombination von Schriftzeichen trägt jedoch die oben genannte Bedeutung.

## Verwendung des Wortes in der chinesischen Philosophie

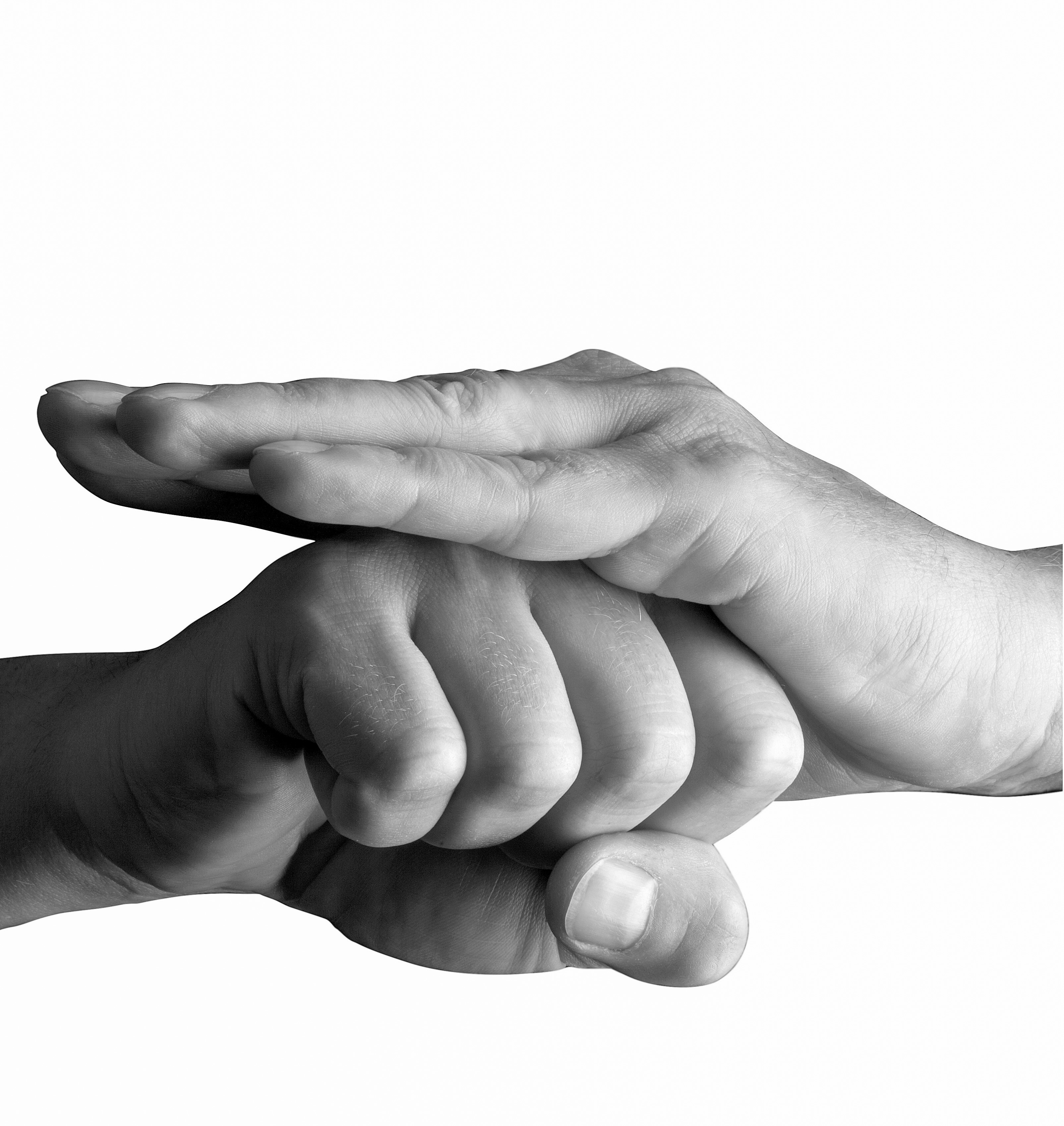
Gruß im Kung Fu (, siehe Kempō Karate)

Das Wort „Kung Fu“ ist aus den Schriftzeichen Gōng (功,  kung – „Errungenschaft, Leistung“) und Fū (夫,  fu – „erwachsener Mann, reifer Mensch“) gebildet. Der zusammengesetzte Begriff hat in der chinesischen Philosophie eine tiefgehende Bedeutung.

„[Kung Fu ist das] Unterfangen des Menschen, sich durch ständiges Bemühen zu vervollkommnen. […] [Was immer wir auch tun], stets kommt in unserem Tun unsere innere Verfassung zum Ausdruck.[…] Wenn wir unser Handeln vervollkommnen, vervollkommnen wir uns selbst.“

In diesem Sinne ist Kung Fu die Arbeit an der eigenen Person durch die konsequente Hingabe an eine Kunstfertigkeit. Hier ähnelt der Begriff Kung Fu der Verwendung des Begriffes Dō – chin. Dào – bedeutet etwa Weg, Route, („geistiger“) Pfad, Denkrichtung – Schule, Methode – in den traditionellen japanischen Künsten wie beispielsweise Chadō bzw. Sadō, Kadō, Shodō, Budō, Kendō, Karatedō – siehe Tang Soo Do o. Ä.. Neben der wörtlichen Bedeutung ist dies auch ein Hinweis auf die spirituellen Dimensionen und den Einfluss des Dào auf die Praxis der einzelnen Disziplinen.
Mark Salzman beschreibt in seinem Buch Eisen und Seide, dass Kung Fu auch eine „nicht messbare Qualität“ ist, die einer Sache innewohnt. Ein mit dem Schreibpinsel geschriebenes Schriftzeichen kann Gong fu haben – der Schöpfer hatte, wie oben beschrieben, langes Training in die Vervollkommnung seiner Kunst investiert. So können Dinge, aber auch Tätigkeiten, z. B. Tanz, Musik oder Kampfbewegungen, über Kung Fu verfügen.